# Strum
Strum là một xã trong quận Fier thuộc hạt Fier, Albania. Dân số năm 2005 là 8094 người.